# Família Kim

Da esquerda para a direita: Kim Il-sung, Kim Jong-il e Kim Jong-un.

A família Kim, oficialmente chamada de linhagem da Montanha Paedku dentro do discurso ideológico do Partido dos Trabalhadores da Coreia e comumente chamado de dinastia Kim após o fim da Guerra Fria, é uma linhagem de três gerações de líderes da Coreia do Norte que descende do fundador do país Kim Il-sung. Ele tornou-se o líder do norte da Coreia em 1948, após a divisão da região pelo fim da ocupação japonesa. Após sua morte em 1994, o papel de líder supremo foi passado para seu filho Kim Jong-il, e então para o seu neto Kim Jong-un. Desde a fundação da Coreia do Norte, apenas membros da família Kim serviram os cargos de líder do Partido dos Trabalhadores e líder supremo do país.
O governo norte-coreano nega que há um culto de personalidade ao redor da família Kim. Eles dizem que a devoção do povo é uma manifestação de seu suporte à liderança do país. A família foi descrita como sendo uma monarquia absolutista ou uma ditadura hereditária.

## Visão histórica

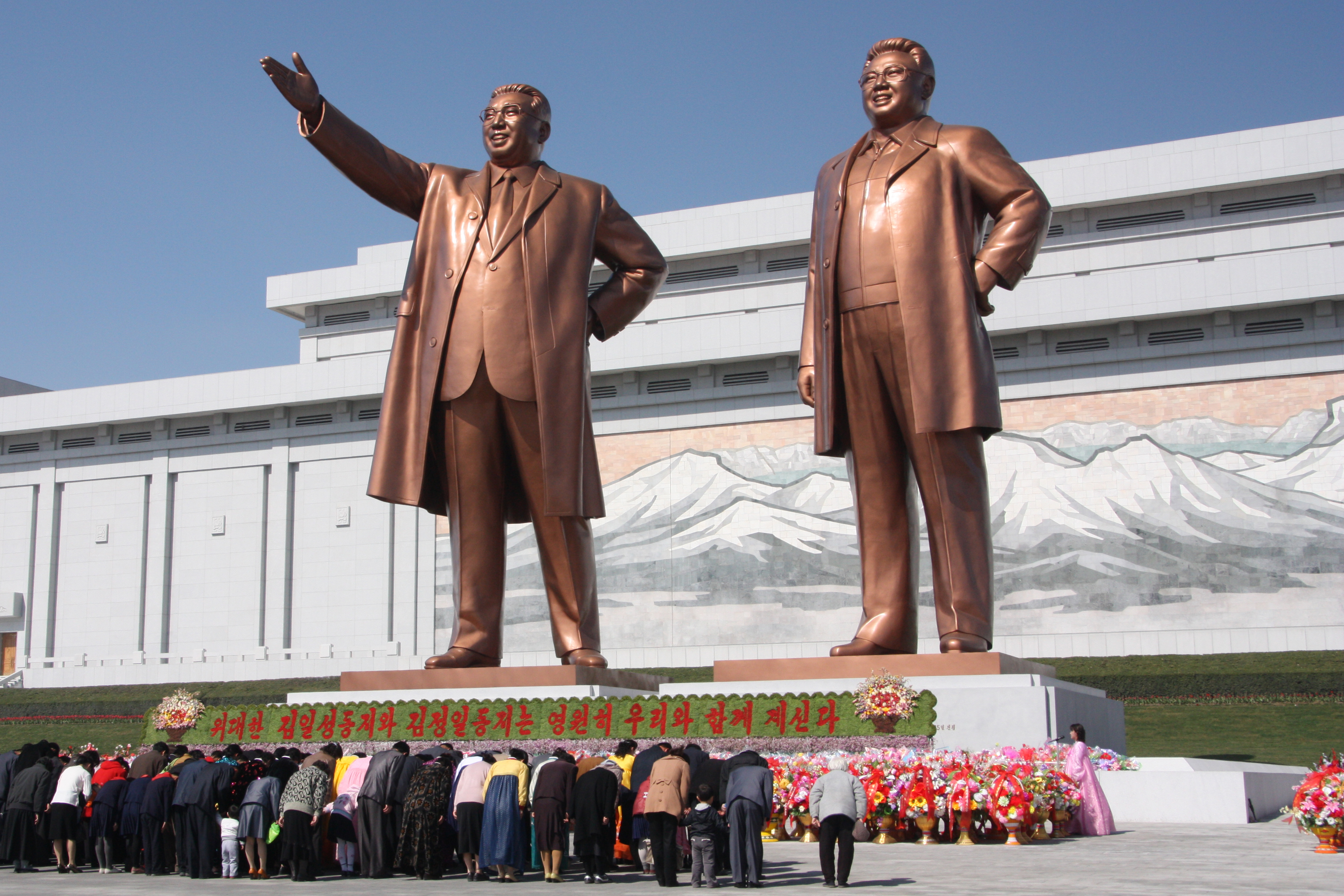
Norte coreanos se curvando para as estátuas de bronze de Kim Il-sung e Kim Jong-il no Grande Monumento da Colina Mansu, Pyongyang.

A família Kim comanda a Coreia do Norte desde 1948 por três gerações, mas há poucas informações sobre seus integrantes que foram confirmadas publicamente. Kim Il-sung rebelou-se contra a ocupação japonesa da Coreia nos anos 30 e por isso foi exilado na União Soviética. A região da Coreia foi dividida em duas após os japonses se renderem ao fim da Segunda Guerra Mundial em 1945. Kim tornou-se o líder do Comitê Popular Provisório da Coreia do Norte (um governo provisório apoiado pela União Soviética) e em 1948 tornou-se o primeiro ministro do que foi estabelecido como República Popular Democrática da Coreia, mais conhecida como Coreia do Norte. Em uma tentativa de reunir a península, em 1953 o Exército Popular da Coreia atravessou o paralelo 38, dando assim início a Guerra da Coreia.
Durante seus quase 46 anos de liderança, Kim desenvolveu um culto de personalidade que foi extendida a sua família, sua mãe Kang Pan-sok (conhecida como "mãe da Coreia"), seu irmão Kim Yong-ju ("o guerreiro revolucionário") e sua primeira esposa Kim Jong-suk (a "mãe da revolução"). Um dos pilares centrais da ideologia Juche é a liderança forte e absoluta de um grande líder solitário, chamado de Suryong. Quatro anos após a morte de Kim Il-sung, houve uma mudança na constituição que aboliu o cargo de presidente e o declarou como Presidente Eterno da República para honrar sua memória para sempre. Kim Il-Sung era conhecido como Grande Líder, Kim Jong-il, seu filho mais velho e sucessor, tornou-se conhecido como Querido Líder e mais tarde Grande General. Kim Jong-il possui mais de 50 títulos.
Em outubro de 1980, Kim Jong-Il foi nomeado no 6º Congresso do Partido dos Trabalhadores para o Politburo (e seu Presidium), Secretariado e Comissão Militar Central, o que formalizou seu papel como herdeiro aparente. Em 1990, ele tornou-se o líder do Exército e 14 anos mais tarde tornou-se o líder da Coreia do Norte. Kim Kyong-hui, irmã de Kim Jong-il, foi a primeira general mulher de quatro estrelas do país e casou-se com Chang Song-taek, que tornou-se a segunda pessoa mais poderosa da Coreia do Norte até sua execução por corrupção em dezembro de 2013. Kim Jong-il teve quarto parceiras e ao menos cinco filhos com três delas. Ele foi sucedido pelo seu terceiro filho, Kim Jong-un. O acadêmico Virginie Grzelczyk escreveu que a família Kim representava "um dos últimos bastiões do totalitarismo e talvez a 'primeira dinastia comunista'".

## Ancestralidade
Kim Il-sung nasceu em Mangyongdae Guyok, filho de pais metodistas. Seu pai, Kim Hyong-jik, tinha 15 anos quando casou-se com Kang Pan-sok, dois anos mais velha. Kim Hyong-jik frequentou uma escola fundada por missionários protestantes, que influenciou sua família. Ele tornou-se pai aos 17 anos, e abandonou os estudos para tornar-se professor em uma antiga escola que frequentava. Mais tarde, ele praticou herbalismo chinês. Kim protestou contra a ocupação japonesa da Coreia, o que fez com que fosse preso diversas vezes. Em 1917, ele foi um dos membros fundadores da Associação Nacional Coreana, e em 1919, participou do Movimento Primeiro de Março. Por isso, em 1920 fugiu com sua esposa e Kim Il-sung para a Manchúria. Há uma escola de professores com seu nome em Pyongyang.
Os pais de Kim Hyong-jik, Kim Po-hyon and Ri Po-ik, foram descritos como "patriotas" no Comitê Editorial da Curta Biografia de Kim Il-sung.

## Kim Il-sung

O Presidente Eterno Kim Il-sung.

Kim Il-sung tinha dois irmãos mais novos, Kim Chol-ju e Kim Yong-ju, e uma irmã. Ele casou-se duas vezes, tendo seis filhos. Ele conheceu sua primeira mulher, Kim Jong-suk, em 1936, se casando em 1940. Seus filhos foram Kim Jong-il (1941 ou 1942), Kim Man-il (1944) e Kim Kyong-hui (1946). Ela nasceu em 24 de dezembro de 1917 em Hoeryong, da província Hamgyo’ng do Norte. Ela e sua família fugiram da Coreia para as províncias da China de Yanji e Jilin em 1922. Em outubro de 1947, Kim Jong-suk presidiu uma escola para órfãos de guerra ao sul da província de Pyongyang, que se tornou a Escola Revolucionária Mangyongdae. Um ano após sua criação, Kim Jong-suk estreou a primeira estátua de Kim Il-sung. Ela continuou ativa após sua quarta gravidez, mas morreu pelo bebê estar natimorto em 19 de setembro de 1949.
Quando a primeira mulher de Kim Il-sung morreu, sua segunda mulher não foi reconhecida por muitos anos. Nenhum de seus casamentos foi público.  Nascida como So’ng-p’al ao sul da província de Pyongyang, Kim Song-ae iniciou sua carreira como clériga no Ministério de Defesa Nacional quando conheceu Kim Il-sung em 1948. Ela foi contratada para trabalhar em sua residência como auxiliar de Kim Jong-suk. Além do trabalho de secretária, ela precisava cuidar de Kim Jong Il e Kim Kyong-hui. Após a morte de Kim Jong-suk, Kim Song-ae passou a cuidar da vida doméstica de Kim Il-sung. Ela teve três filhos Kim Kyong-il (1951), Kim Pyong-il (1953), e Kim Yong-il (1955).
Sua filha, Kim Kyong-hui, foi a primeira general de quatro estrelas da Coreia do Norte. Seu esposo, Jang Song-thaek, foi o segundo homem mais poderoso da Coreia até sua execução por corrupção em dezembro de 2013. Sua filha de 29 anos teve uma overdose de álcool e pílulas para dormir em Paris. Também foi reportado que Kim Yong-il morreu de cirrose em 2000 enquanto servia na Alemanha.

## Kim Jong-il

O Secretário-Geral Eterno Kim Jong-il.

Kim Jong-il teve quatro parceiras e teve ao menos seis filhos com três delas. Ele casou-se com sua primeira esposa, Hong Il-chon, em 1966 por pedido de seu pai. Eles tiveram uma filha, Kim Hye-kyung (1968) antes do divórcio em 1969. Mais tarde, teve Kim Jong-nam com sua primeira consorte, Song Hye-rim. Kim escondeu seu relacionamento de seu pai por Song ser divorciada. Em 1974, casou-se com Kim Young-suk. Eles tiveram duas filhas, Kim Sol-song (1974) e Kim Chun-song (1976). Kim Jong-il divorciou-se em 1977, após deixar de interessar-se por sua esposa. Em 1980, casou-se com Ko Yong-hui. Ela tornou-se a primeira-dama da Coreia do Norte quando Kim Jong-il assumiu a liderança do país em 1994, cargo que manteve até sua morte em 2004. Eles tiveram dois filhos, Kim Jong-chul (1984) e Kim Jong-un (1982 ou 1983), e uma filha, Kim Yo-jong (1987). Após sua morte, Kim Jong-il casou-se com sua secretária, Kim Ok. Ambos permaneceram casados até a morte de Kim Jong-il, e não tiveram filhos. Kim Jong-un and Kim Jong-nam nunca se conheceram, por causa da antiga prática de criar os possíveis sucessores separadamente. A partir do início dos anos 80, Kim Jong-il separou sua família entre o ramo principal (won kaji) e o ramo lateral ou estranho (kyot kaji). Kim Jong-suk and publicly Kim Jong Il e Kim Kyong-hui estão no ramo principal. Kim Sung-ae e seus três filhos estão no ramo secundário.
Os dois irmãos mais velhos de Kim Jong-un são considerados as "ovelhas negras" da família. Especula-se que Kim Jong-nam tenha caído na sucessão por apoiar reformas internas no governo. Ele tinha a reputação de ser um "causador de problemas" e disse publicamente em 2011 que a Coreia do Norte deveria transicionar para além do governo de sua família. Em 13 de fevereiro de 2017, Kim Jong-nan foi assassinado com o agente nervoso VX no Aeroporto Internacional de Kuala Lumpur, Malásia. Duas mulheres, uma da Indonésia e outra do Vietnã, espirraram o químico no rosto de Kim Jong-nan. As duas foram soltas após ter sido determinado que elas foram enganadas pelos agentes norte-coreanos, que disseram para elas que o agente era uma loção e tudo não passava de uma pegadinha para um programa de comédia japonês. No dia do assassinato, quatro norte-coreanos fugiram da Malásia. Kim Jong-nam era casado e teve seis filhos. Um deles, Kim Han-sol, também é crítico do regime. Em uma entrevista para a imprensa finlandesa em 2012, Kim Han-sol criticou abertamente o regime e afirmou que sonhava que um dia voltaria para casa para "tornar as coisas melhores". Desde a morte de seu pai, sua localização é desconhecida.
Boatos dizem que o filho do meio, Kim Jong-chul, não foi considerado para sucessão por ter características não-masculinas. Ele é conhecido por ser reservado.

## Kim Jong-un

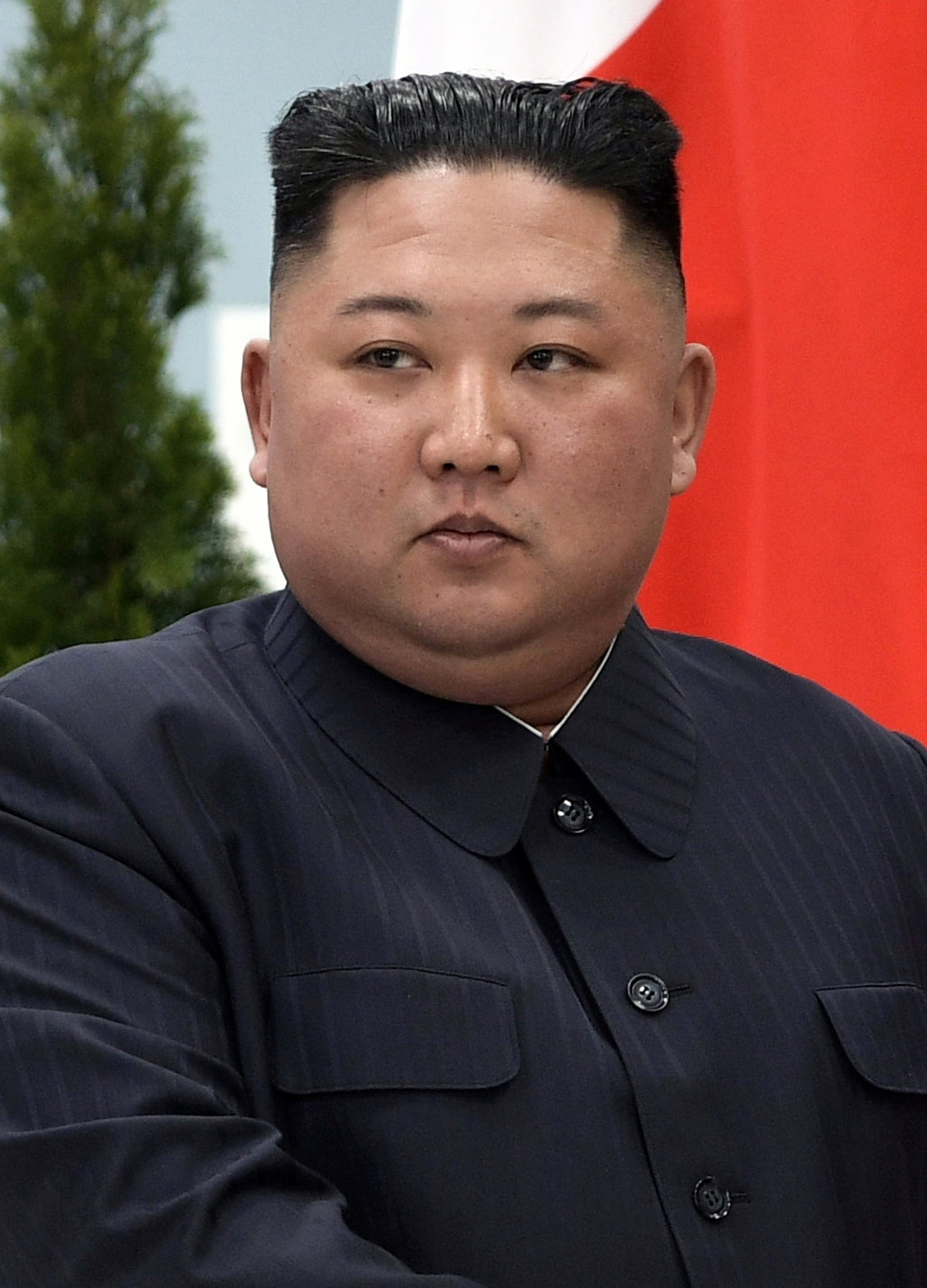
O atual Líder Supremo da Coreia do Norte e Secretário-Geral do Partido dos Trabalhadores da Coreia Kim Jong-un.

Kim Jong-un tornou-se o Líder Supremo da Coreia do Norte em 29 de dezembro de 2011. Casou-se com Hi Sol-ju em 2009 ou 2010, e supostamente eles tiveram uma filha, Kim Ju-ae, em 2012. Sua irmã, Kim Yo-jong, deixou de ser favorecida por alguns anos, mas em 2017 foi promovida para o Comitê Central do Partido dos Trabalhadores da Coreia. Kim Jong-un tenta se afastar da reputação de seus familiares promovendo uma imagem de ser um acadêmico com temperamento masculino e extrovertido.
Em abril de 2020, Kim Jon-un não fazia aparições públicas há um tempo, o que levou a especulações de que ele estaria muito doente ou morto, mas não surgiu nenhuma evidência sobre sua saúde. Nos meses seguintes, ele continuou fazendo poucas aparições, possivelmente por problemas de saúde causados pela COVID-19. Em agosto, foi reportado que Kim deu ainda mais autoridade a sua irmã ao torna-la responsável pelas relações com a Coreia do Sul e os Estados Unidos, a tornando a segundo em comando de facto.

## Possíveis sucessores

### Kim Ju-ae
Kim Ju-ae é a filha do Líder Supremo Kim Jon-un e sua esposa Ri Sol-ju.
Kim Ju-ae apareceu em público pela primeira vez em um lançamento de mísseis em novembro de 2022. Até o início de fevereiro de 2023, ela fez cinco aparições públicas. Inicialmente a mídia estatal a chamava de a filha "amada", mas logo mudaram para "respeitável", honorífico utilizado apenas para os mais honrados membros da sociedade norte-coreana, como os pais de Kim Ju-ae. Alguns analistas acreditam que sua nova imagem pública seja uma tentativa de apresentar a família Kim como uma monarquia tradicional ou que seja uma resposta ao rivais no governo da Coreia do Norte. Também foi especulado que ela foi escolhida como a sucessora de seu pai, o que a tornaria a primeira Líder Supremo mulher do país.

### Kim Yo-jong

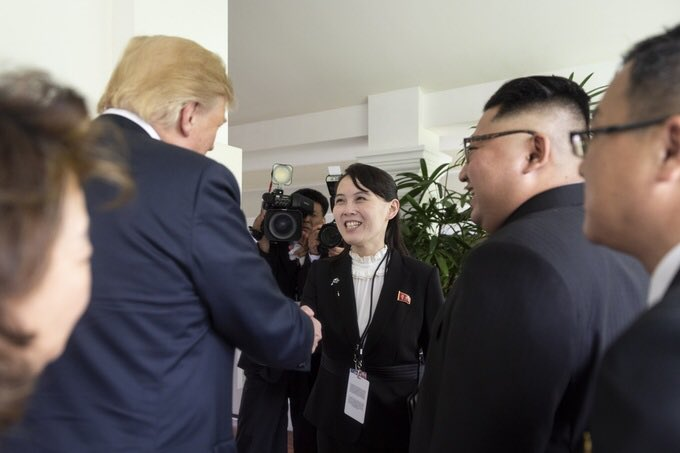
O presidente dos Estados Unidos Donald Trump cumprimentando Kim Yo-jong.

Kim Yo-jong, a irmã mais nova de Kim Jon-un, é considerada uma "estrela em ascensão" na política norte-coreana. Ela representou o seu país nas Olimpíadas de Inverno em 2018 na Coreia do Sul, sendo a primeira membro da família que visitou o país desde o armistício. Ela também é uma pessoa importante por detrás das cenas. Ela também encontrou-se com o presidente dos Estados Unidos Donald Trump no mesmo ano.

### Kim Pyong-il
Kim Pyong-il é o último filho vivo do fundador do país, Kim Il-sung. Após perder a disputa pelo comando para Kim Jong-il, ele atuou por quatro décadas como embaixador em diversos países europeus, voltando para a Coreia do Norte em 2019. Alguns opinam que ele tenha maiores chances como herdeiro do que Kim Yo-jong por causa do seu gênero, mas ele não possui muitas conexões para conseguir o cargo. Ele é pai de dois filhos adultos, Kim In-kang e  Kim Ung-song.

### Herdeiros improváveis
Kim Jong-chul, o irmão mais velho de Kim Jong-un, foi descrito como "desprovido de ambição" e mais interessado em Eric Clapton e tocar guitarra.
Também foi reportado que Kim Jong-un possui outros dois filhos mais velhos do que Kim Ju-ae.
Kim Yong-ju, irmão falecido de Kim Jong-un, teve dois filhos biológicos e dois filhos adotados, mas suas identidades e posições no governo norte-coreano são obscuras.